# 7182 Robinvaughan
7182 Robinvaughan eller 1991 RV1 är en asteroid i huvudbältet som upptäcktes 8 september 1991 av den amerikanske astronomen Eleanor F. Helin vid Palomar-observatoriet. Den är uppkallad efter Robin M. Vaughan.
Asteroiden har en diameter på ungefär 15 kilometer.